# Radek Holomčík
Radek Holomčík (* 31. července 1985 Hodonín) je český PR manažer a politik, v letech 2017 až 2021 poslanec Poslanecké sněmovny PČR, v letech 2018 až 2022 místopředseda Pirátů, od roku 2018 do 2020 též zastupitel města Strážnice. V letech 2022 až 2024 byl politickým náměstkem ministra zemědělství ČR.

## Život
Vystudoval obor elektrotechnika na SPŠ v Uherském Hradišti. Po střední škole začal pracovat v oboru, přičemž se neúspěšně pokoušel o studium astrofyziky a politologie. Po dvou letech se přeorientoval na oblast marketingu a PR, kterou se živí. Při zaměstnání vystudoval bakalářský obor teorie interaktivních médií a navazující magisterský obor management v kultuře, oba na Filozofické fakultě Masarykovy univerzity, v diplomové práci se zabýval strategií rozvoje kultury města Strážnice.
Radek Holomčík žije ve městě Strážnice na Hodonínsku. V rámci spolupráce s několika sdruženími pořádal (či spolupořádal) celou řadu kulturních akcí. Ve volném čase vaří, hraje na basu a píše. Jeho manželkou je Jana Holomčík Leitnerová, radní Jihomoravského kraje, mají spolu dvě dcery.

## Politické působení
Je členem Pirátů.
V komunálních volbách v roce 2010 kandidoval jako nezávislý za subjekt s názvem "SDRUŽENÍ PŘÁTEL ROCKU A OSTATNÍCH NEFOLKLORNÍCH KULTUR" do Zastupitelstva města Strážnice, ale neuspěl. Nepodařilo se mu to ani ve volbách v roce 2014 jako nezávislému za subjekt s názvem "SNK - SPRONK". Působí však v Komisi cestovního ruchu a Komisi kulturní. Zastupitelem města se tak stal až po volbách v roce 2018, kdy byl za Piráty zvolen na kandidátce subjektu "Strážnice srdcem s podporou Pirátů". 24. února 2020 na funkci zastupitele města rezignoval a v zastupitelstvu ho nahradil lídr kandidátky, Richard Macků (TOP 09).
V krajských volbách v roce 2016 kandidoval již jako člen Pirátů do Zastupitelstva Jihomoravského kraje za subjekt "Zelení a Piráti", ale neuspěl.
Ve volbách do Poslanecké sněmovny PČR v roce 2017 byl lídrem Pirátů v Jihomoravském kraji a z této pozice byl zvolen poslancem.
V lednu 2018 byl na Celostátním fóru strany v Brně zvolen místopředsedou Pirátů. Na dalším Celostátním fóru v Ostravě v lednu 2020 funkci místopředsedy strany obhájil, nově však ne pozici 2. místopředsedy strany, ale 3. místopředsedy strany. Na Celostátním fóru strany v lednu 2022 pozici místopředsedy neobhajoval.
Ve volbách do Poslanecké sněmovny PČR v roce 2021 byl z pozice člena Pirátů lídrem kandidátky koalice Piráti a Starostové v Jihomoravském kraji, ale nebyl zvolen. Mandát poslance se mu tak nepodařilo obhájit. V únoru 2022 byl jmenován politickým náměstkem ministra zemědělství ČR Zdeňka Nekuly. Na konci února 2024 se rozhodl odejít na rodičovskou dovolenou, od března 2024 jej vystřídal Milan Daďourek.
17. ledna 2022 se stal předsedou krajského sdružení Pirátů v Jihomoravském kraji, kdy ho ve volbě v níž byl jediným kandidátem, volilo 65,7 % voličů. 17. února 2024 post předsedy jihomoravských Pirátů neobhájil.